# Blastodiplosis quadrata
Blastodiplosis quadrata är en tvåvingeart som beskrevs av Dali Chandra 1993. Blastodiplosis quadrata ingår i släktet Blastodiplosis och familjen gallmyggor. Inga underarter finns listade i Catalogue of Life.